# ガブリエラ・ミストラル
ガブリエラ・ミストラル（Gabriela Mistral, 1889年4月7日 - 1957年1月10日）は、チリの女流詩人、教育者、外交官。本名はルシラ・ゴドイ・アルカヤガ（Lucila Godoy Alcayaga）。1945年にラテンアメリカ圏で初となるノーベル文学賞を受賞。「ラテンアメリカの母」との敬称を受ける。同国でもっとも尊敬される教育者でもあり、同国の「5000チリ・ペソ」紙幣の肖像画となっている。バスク系チリ人。

## 生涯

### チリ時代
チリ北部のビクーニャに生まれる。3歳の時、父親のフアン・ジェロニモ・ゴドイが出奔。送金が途絶えたため、14歳年上の異父姉エメリーナが働くアンデス山中の寒村モンテグランデで9歳まで過ごす。転校先で放校処分を受け、独学で詩を書き始める。14歳の時、小学校の代用教員就任をふり出しに各地の学校で教え、21歳の時、独学で教員資格をえる。北部のアントファガスタ、最南部のプンタ・アレーナス、中部ロス・アンデス、テムコ、首都サンチアゴなどで、教師や学校長として33歳まで教壇に立った。テムコでは若き詩人パブロ・ネルーダを見出している。
一方で1904年15歳の頃に地方紙などに初期詩編を発表したころから、詩人の道を歩み始める。1906年に鉄道員ロメオ・ウレタと交際。しかし彼が1909年に自殺した悲しみは、死への影響の強い作風に生涯傾くことになり、のち1922年の第一詩集『荒廃』に色濃く反映される。1914年に発表した『死のソネット』は首都サンチアゴの詩のコンクールで最優秀賞を受賞、ラテンアメリカ中で注目を浴び、以降ガブリエラ・ミストラル（敬愛するガブリエーレ・ダヌンツィオとフレデリック・ミストラルから援用した）名義を使用した。

### 海外時代
1922年に、メキシコ革命後のメキシコのアルバロ・オブレゴン政権の文部大臣ホセ・バスコンセロスからメキシコ教育改革委員として招聘を受けるなど、数回にわたってメキシコに滞在。学校制度と図書館の整備に尽力し、移動図書館や夜間学校の導入などに貢献した。新しい学校の言語教育テキストとして『女性読本』を作成した。またラサロ・カルデナス、ミゲル・アレマンといった歴代大統領や、壁画家ディエゴ・リベラ、彼の妻で自画像を描きながら病と闘ったフリーダ・カーロらと親交を温めた。中南米の新聞に掲載されたミストラルの詩に感銘を受けたアメリカ合衆国コロンビア大学教授らの尽力で、第1詩集『荒廃』が1922年にアメリカで出版された。ミストラルが2年後にメキシコを去る時、彼女の功績に対し大統領の計らいでヨーロッパ旅行がプレゼントされ、フランス、スイス、イタリア、スペインを数ヶ月に渡り旅行し、各地の詩人たちと交流した。マドリードで第2詩集『いつくしみ』を出版する。
1925年にブラジル、ウルグアイ、アルゼンチンを経て帰国後、スペインに関する教授の称号がチリ大学によって授与される。1926年、国際連盟の知識人協力委員会のチリ代表としてフランスに赴任し、教壇を退く。ミストラルはメキシコとヨーロッパで培ったグローバルな視点で様々な国際会議で発言し、その見解は中南米諸国の雑誌や新聞で伝えられた。しかし独裁体制が築かれ始めたチリでは、平和を訴えるミストラルの記事掲載が禁止された。チリ代表として国際連盟に戻ることを拒否し給与を絶たれたミストラルは、メキシコ、コロンビア、アルゼンチンなどの国の出版社に寄稿し生計を立てた。またコロンビア大学、ヴァッサー大学、およびプエルトリコ大学の教壇に立った。
チリの政権が変わり、ミストラルは1933年から外交官として活動を始め、1935年からは終身給与対象領事の資格を得る。ナポリ、マドリード、リスボン、ニース、グアテマラ、ニテロイ（ブラジル）、ペトロポリス（ブラジル）に領事として勤務し、文化交流を積極的に行った。長年の友人であるジャーナリストのビクトリア・オカンポの助けによって第3詩集『タラ』がブエノスアイレスで1938年に発行（売り上げはスペイン内戦の孤児に寄付された）。ラテンアメリカの習慣と民俗学が盛り込まれたこの詩集は、彼女およびラテンアメリカのバックグラウンド、アイデンティティを追求したものとして評価が高い。生活を共にしていた彼女の18歳の甥ファン・ミゲルが1943年に自殺。

### 晩年
1945年にラテンアメリカ圏で初となるノーベル文学賞を受賞。「ラテンアメリカの母」との敬称を受けた。1946年に駐ロサンゼルス領事としてアメリカに赴任、ノーベル賞の賞金でサンタバーバラに家を買い、領事館を開く。1948年メキシコのベラクルス領事、1950年から51年にイタリアのナポリ、ラパロ領事、1953年アメリカのニューヨーク領事。この間1950年には核兵器廃絶を訴えるストックホルム・アピールに、平和を希求するメッセージを寄せている。1951年、チリ国民文学賞受賞。賞金の一部で故郷ビクーニャに彼女の名を冠した図書館が建てられる。1954年、ミストラルは実に16年ぶりにチリに帰国し、各地で歓迎を受ける。この年にチリで発行された第4詩集『ラガール』は、甥を失くした衝撃で床についたミストラルが、祈りを込めて書いたものである。
チリからアメリカに戻ったミストラルはニューヨーク州ロングアイランドに住む。1956年にはソ連軍によるハンガリー事件に抗議する声明に署名している。1957年1月10日、すい臓ガンによりロングアイランドの病院で死去。67歳。チリ政府はこの国民的詩人に3日間の喪を宣言した。死後、集大成的作品『Poema de Chile』が発表される。

## 作品

### 詩集
- 死のソネット（Sonetos de la Muerte）(1914)
- 荒廃（Desolación）(New York : Instituto de las Españas, 1922)[33][34]
- いつくしみ（Ternura）(Madrid : Saturnino Calleja, 1924)[33][35]
- タラ（Tala）(Buenos Aires : Sur, 1938)[33][36]
- Antología (1941)[37]
- ラガール（Lagar）(Santiago, 1954)[33]
- Poema de Chile (Barcelona : Pomaire, 1967)[33][38]

### 詩以外
- 女性読本（Lecturas para Mujeres）(1923)[39]
- Nubes Blancas y Breve Descripción de Chile (1934)
- チリについてのレカード（Recados Contando a Chile） (Santiago : Editorial del Pacífico, 1957)[33]

## 日本語訳
- 荒井正道訳「ガブリエラ・ミストラル詩抄」『ノーベル賞文学全集24』主婦の友社、1972年8月。 NCID BN01911326。
- 田村さと子編訳『ガブリエラ・ミストラル詩集』小沢書店、1993年11月。 NCID BN10002245。
- パブロ・エルーダ, カブリエラ・ミストラル詩 ; 木島始訳 ; 富山妙子リトグラフ『声よ消された声よチリに : 詩画集』理論社、1974年9月。 NCID BA81769993。

## 研究書
- 芳田悠三『ガブリエラ・ミストラル : 風は大地を渡る』JICC出版局、1989年7月。ISBN 4-88063-564-2。
- 田村さと子『謎ときミストラル : ガブリエラ・ミストラルの「死のソネット」研究』小沢書店、1994年2月。 NCID BN10615084。